# Pinu
Pinu – wieś w Rumunii, w okręgu Buzău, w gminie Brăești. W 2011 roku liczyła 264 mieszkańców.